# 657
Năm 657 là một năm trong lịch Julius. 